# Augusto Guilherme da Prússia (1722–1758)
Augusto Guilherme da Prússia (em alemão: August Wilhelm von Preußen; 9 de agosto de 1722 - 12 de junho de 1758) foi um príncipe da Prússia e irmão do rei Frederico II da Prússia.

## Família
Augusto Guilherme foi o sétimo filho e segundo varão do rei Frederico Guilherme I da Prússia e da sua esposa, a princesa Sofia Doroteia de Hanôver. Entre os seus irmãos estava o rei Frederico II da Prússia e a princesa Luísa Ulrica da Prússia, casada com o rei Adolfo Frederico da Suécia. Os seus avós paternos eram o rei Frederico I da Prússia e a princesa Sofia Carlota de Hanôver. Os seus avós maternos eram o rei Jorge I da Grã-Bretanha e a princesa Sofia Doroteia de Brunsvique-Luneburgo.

## Casamento e descendência
Augusto Guilherme casou-se no dia 6 de janeiro de 1742 com a princesa Luísa de Brunsvique-Volfembutel. Juntos tiveram quatro filhos:
- Frederico Guilherme II da Prússia (25 de setembro de 1744 - 16 de novembro de 1797), casado primeiro com a princesa Isabel Cristina de Brunsvique-Volfembutel; com descendência. Casou-se depois com a princesa Frederica Luísa de Hesse-Darmstadt; com descendência.
- Henrique da Prússia(30 de dezembro de 1747 - 26 de maio de 1767); morreu aos vinte anos de idade; sem descendência.
- Guilhermina da Prússia (7 de agosto de 1751 - 9 de junho de 1820), casada com o príncipe Guilherme V de Orange; com descendência.
- Emílio da Prússia (30 de outubro de 1758 - 15 de fevereiro de 1759), morreu aos quatro meses de idade.